# Autini
 (juillet 2008).
Si vous disposez d'ouvrages ou d'articles de référence ou si vous connaissez des sites web de qualité traitant du thème abordé ici, merci de compléter l'article en donnant les références utiles à sa vérifiabilité et en les liant à la section « Notes et références ».

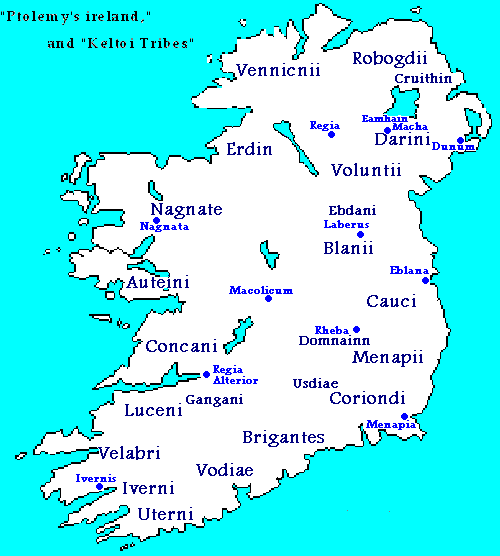
L'Irlande selon Ptolémée et ses peuples celtes

Autres formes :  Auteini - Autiri / gaélique : Uaithne.
Peuple celte d'Irlande. Comtés de Limerick et Tipperary. Il apparaît chez Ptolémée, sous le nom de Autiri.